# Ricote
Ricote er en by og kommune i det sydøstlige Spanien i Murcia-regionen. Den har et indbyggertal på 1.212 (2024) indbyggere.